# Liparis ochotensis
Liparis ochotensis és una espècie de peix pertanyent a la família dels lipàrids.

## Descripció
- Fa 59,8 cm de llargària màxima.
- Nombre de vèrtebres: 48 - 52.[6]

## Hàbitat
És un peix marí, demersal i de clima temperat que viu entre 0-761 m de fondària.

## Distribució geogràfica
Es troba al Pacífic nord: Alaska, el Japó, Corea, les illes Kurils i Rússia.

## Observacions
És inofensiu per als humans.